# The Abbey Road Sessions (Kylie Minogue-album)
A The Abbey Road Sessions Kylie Minogue, ausztrál énekesnő szimfonikus zenekari válogatáslemeze, mely 2012. október 24-én jelent meg a Parlophone gondozásában. Az album produceri munkáját elsődlegesen Steve Anderson és Colin Elliot látta el. Az album 16 dalt tartalmaz, melyek radikálisan át lettek dolgozva és felölelik Minogue 25 évét a zeneiparban. Az albumot Londonban az Abbey Road Studios-ban vették fel Minogue saját zenekarával és egy teljes szimfónikus zenekarral 2011 novemberében. Zeneileg a lemez elsődlegesen szimfonikus zenekaros anyagot tartalmaz, melyek közt hallható gitár, zongora, vonósok és dobok.
Az albumot felvezető kislemez, a „Flower”, melyet eredetileg 2007-ben írtak és új névvel került a lemezre. Az album általánosságban pozitív kritikákat kapott, ahol sokan az eddigi legjobb vokális teljesítményének tartották a felvételeket, míg akadtak olyanok is, akik elutasították, hogy átváltott a szimfónikus zenére. Megjelenésekor az album bejutott a Top 40-be olyan országokban, mint Minogue hazája, Ausztrália, Svájc, Írország, Új-Zéland és Franciaország. Az Egyesült Királyságban a második helyig jutott, ahol aranylemez lett. Ezután Minogue számos élő fellépést vállalt a lemez népszerűsítése végett.

## Fejlesztés és rögzítés
Minogue az élő visszatérését az Abbey Road Studios-ban tartotta 2011. november 11-én Londonban, mely az EMI egy különleges eseményének részét képezte. Egy 22 fős szimfónikus zenekar kísérte, amivel előadta az „All the Lovers”-t és az „On a Night Like This”-t. Még ugyanazon este Minogue bejelentette, hogy következő lemeze első kislemezének, a „Locomotion”-nek 25 éves debütálását fogja ünnepelni és legismertebb dalai átdolgozott verzióját fogja tartalmazni. Elmondta, hogy „Két hetet töltöttem az Abbey Roadon. Nem csak ezért, hanem mert dolgoztam egy következő évi projekten. A következő évben lesz a 25. évfordulóm, szóval számos slágerem akusztikus és szimfónikus zenekari verzióján dolgoztunk”. 2012. október 21-én Minogue interjút adott a felvételekről, amikor a következőket nyilatkozta. „Új területeket fedezek fel, de ez nem jelenti azt, hogy teljesen eltávolodok a táncparkettől. De ez számos dolgot teljesebbé, kerekebbé tesz és egy másik teret elégít ki bennem”. Mielőtt elkezdődtek a felvételek az Abbey Road-ban, próbákat tartott „egy másik, olcsóbb helyen”. Az egyik dal, melyet az albumra vettek fel, a „Breathe” nem került fel a lemezre, viszont feltöltötték Minogue hivatalos YouTube csatornájára 2021. december 13-án.

## Kompozíció
A The Abbey Road Sessions elsődlegesen szimfónikus zenekari hangzású volt. A lemez egy sötét, törékeny és személyes stílust reprezentál. A „Never Too Late”-et egy „szomorú, gyengéd, zongorás gyertyafényes dalként” jellemezték. Az albumhoz Minogue felkérte az ausztrál énekest és zenészt, Nick Cave-et, hogy vegye fel vele újra duettjüket, a „Where the Wild Roses Grow”-t. Ezt a dalt az album egyik fénypontjaként emlegették letisztultsága miatt, mely eltér a kísérteties eredeti verziótól. A „Can’t Get You Out of My Head”-et tartották a legfurcsábbnak az albumon a furcsa, dübörgő vonósok miatt. Az album egyetlen új dala, a „Flower”, melyet eredetileg akkor írtak, amikor Minogue a mellrákból gyógyult. A dalt az X lemezre szánták, de mégse került fel rá.

## A kritikusok értékelései
The Abbey Road Sessions általában pozitív kritikákat kapott. A Metacritic-nél 100-ból 68 pontra értékelték a lemezt tizenkét vélemény alapján, mely általában kedvező véleményt jelent. Andy Gill a The Independent-től szerint az album lenyűgöző lett, mely egy hagyományosabb átalakítás, egy kísérlet arra, hogy egy elegánsabb ragyogást adjon a zöldfülű pop giccsnek, oly módon, hogy lelassítja a dalt és megtölti vonósokkal. Jeff Katz az Idolator-tól négy és fél csillagot adott az albumnak az ötből dícsérve válogatásának újraértelmezését mondván, hogy „a marketing szempontjából a gyönyörű hangszerelés nagy elvárásokat támaszt a lemezzel, mint egésszel szemben. És ahogy azt Kylie-től megszokhattuk, teljesíti.”
Tim Sendra az AllMusic-tól azt jegyezte meg, hogy az album újragondolása bizonyos „rangot” tartalmaz, hogy az átdolgozott dalok „hatásosak” és minden dalt élvezett, kivéve a „The Loco-Motion”-t. Azzal zárta, hogy Minogue mindig képes volt kockázatot vállalni, és annak ellenére, hogy első gondolata szerint zenéje nem állná meg a helyét ahhoz, hogy megkapja a szimfónikus hangszerelést a The Abbey Road Sessions egy újabb győzelem Minogue győzelmekkel teli karrierjében. Cameron Adams a Herald Sun-tól ezt a lemezt a legjobb hangja által vezérelt lemezének titulálta. Scott Kara a The New Zealand Herald-nál azt írta, hogy a lemez minőségének következetlensége nem számít abból az okból kifolyólag, hogy a rajongóknak készült, akik kétségtelenül imádni fogják. A Robert Copsey a Digital Spy-től azt írta, hogy az egész lemez egy ritkán látott érettséget mutat Minogue-ban és ez nagyon jól áll neki és hogy a dalok újraértelmezése „érdekes” volt. Annie Zaleski a The A.V. Club-tól B minősítést adott az albumnak és megjegyezte, hogy ez a lemez egy szolíd példája Minogue hosszú életének a zenei piacon és hogy ezen dalok időtlen, előkelő kompozíciókká lettek átformálva. Marc Hirsh a The Boston Globe-tól azt írta, hogy ez a lemez ügyesen befér Minogue K25-ös évfordulójába és „egy tapintható értelmet hoz létre a fizikai térbe”.

## Kereskedelmi fogadtatás
A The Abbey Road Sessions a második helyet szerezte meg az Egyesült Királyságban az albumlistán és 37 500 példány fogyott el belőle az első héten. A következő héten az album a hetedik helyre csúszott vissza és 17 300 példány talált gazdára. 2012. november 16-án elérte az aranylemez minősítést több, mint 100 000 eladott példányt produkálva. Az album hetedik lett Ausztráliában, de a harmadik héten a 44. helyre csúszott vissza. Új-Zélandon a 39. helyet szerezte meg, de a következő héten lekerült a listáról.
Máshol a lemez mérsékelt sikereket ért el. Svájcban a 17. helyet érte el, mígnem a harmadik héten kiesett a Top 50-ből. Ausztriában az 54. helyet szerezte meg és csak egy hétig volt a listán. Ezzel ez lett az országban Minogue legkevésbé sikeres lemeze. 24. lett Franciaországban, de a harmadik héten kiesett a Top 100-ból. Spanyolországban a 19. helyig jutott. Hosszabb sikere volt a lemeznek Belgiumban, a többi európai piachoz képest, ugyanis 22. lett Flandriában és 31. Vallóniában.

## Kislemezek
A „Flower” lett kiadva az album első kislemezeként. A dal eredetileg Minogue X lemezére lett írva, de végül nem került fel rá. A dalt pozitívan fogadták a kritikusok. Belgiumban 21. lett Flandriában és 37. Vallóniában, míg Hollandiában a Top 50-en kívül rekedt. Az Egyesült Királyságban csak a The Abbey Road Sessions megjelenése után került fel a slágerlistára, ahol egy hétig szerepelt a 96. helyen.
Az album második kislemeze az „On a Night Like This” lett. Ez a dal eredetileg Minogue hetedik lemezének, a 2000-es Light Years-nek volt az egyik kislemeze.

## Számlista
|     | Cím                                             | Szerző(k)                                                                 | Hossz |
| --- | ----------------------------------------------- | ------------------------------------------------------------------------- | ----- |
| 1.  | All the Lovers                                  | Jim Eliot, Mima Stilwell                                                  | 3:22  |
| 2.  | On a Night Like This                            | Steve Torch, Mark Taylor, Graham Stack, Brian Rawling                     | 3:00  |
| 3.  | Better the Devil You Know                       | Mike Stock, Matt Aitken, Pete Waterman                                    | 3:58  |
| 4.  | Hand on Your Heart                              | Stock, Aitken, Waterman                                                   | 3:36  |
| 5.  | I Believe in You                                | Kylie Minogue, Scott Hoffman, Jason Sellards                              | 2:48  |
| 6.  | Come into My World                              | Cathy Dennis, Rob Davis                                                   | 3:32  |
| 7.  | Finer Feelings                                  | Stock, Waterman                                                           | 3:35  |
| 8.  | Confide in Me                                   | Anderson, Dave Seaman, Edward Barton                                      | 4:08  |
| 9.  | Slow                                            | Minogue, Dan Carey, Emilíana Torrini                                      | 4:08  |
| 10. | The Loco-Motion                                 | Gerry Goffin, Carole King                                                 | 2:34  |
| 11. | Can’t Get You Out of My Head                    | Dennis, Davis                                                             | 3:33  |
| 12. | Where the Wild Roses Grow (duett Nick Cave-vel) | Cave                                                                      | 4:05  |
| 13. | Flower                                          | Anderson, Minogue                                                         | 3:31  |
| 14. | I Should Be So Lucky                            | Stock, Aitken, Waterman                                                   | 3:14  |
| 15. | Love at First Sight                             | Minogue, Richard Stannard, Julian Gallagher, Ash Howes, Martin Harrington | 3:35  |
| 16. | Never Too Late                                  | Stock, Aitken, Waterman                                                   | 3:01  |

## Slágerlista
| Slágerlista (2012)                 | Legfelső helyezés |
| ---------------------------------- | ----------------- |
| Argentína (CAPIF)                  | 12                |
| Ausztrália (ARIA Charts)           | 7                 |
| Ausztria (Ö3 Austria Top 40)       | 53                |
| Belgium (Ultratop Flanders)        | 22                |
| Belgium (Ultratop Vallónia)        | 31                |
| Csehország (IFPI)                  | 10                |
| Németalföld (Dutch Charts)         | 24                |
| Franciaország (SNEP)               | 24                |
| Németország (Media Control Charts) | 31                |
| Görögország (IFPI Greece)          | 61                |
| Írország (Ír albumlista)           | 10                |
| Olaszország (FIMI)                 | 23                |
| Japán (Oricon)                     | 110               |
| Mexikó (Top 100 Mexico)            | 52                |
| Új-Zéland (RIANZ)                  | 39                |
| Skócia (OCC)                       | 2                 |
| Spanyolország (PROMUSICAE)         | 19                |
| Svájc (Schweizer Hitparade)        | 17                |
| Egyesült Királyság (OCC)           | 2                 |
| Egyesült Államok (Billboard 200)   | 120               |